# ريتشارد بال (سياسي)
ريتشارد بال (بالإنجليزية: Richard Ball)‏ هو سياسي أسترالي، ولد في 14 سبتمبر 1857، وتوفي في 30 أكتوبر 1937. حزبياً، نشط في حزب التجارة الحرة. وقد انتخب عضو الجمعية التشريعية نيو ساوث ويلز.